# 安培力定律
本条目中，向量與标量分別用粗體與斜體顯示。例如，位置向量通常用 {\displaystyle \mathbf {r} \,\!} 表示；而其大小則用 {\displaystyle r\,\!} 來表示。

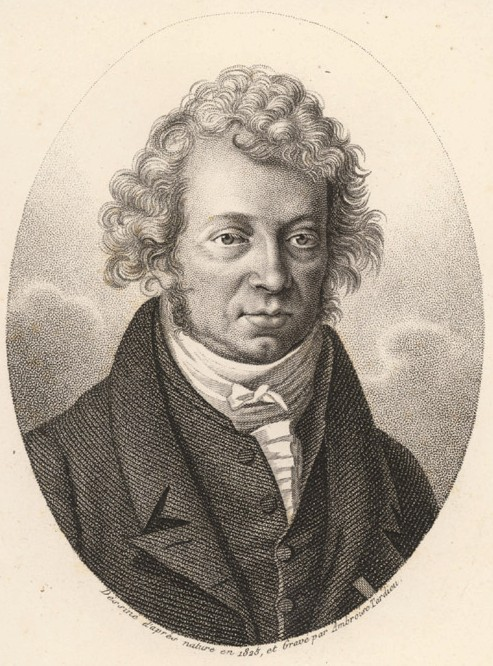
安德烈-馬里·安培。

兩條載流導線以磁場力相互吸引對方。下方導線載有電流 。這會產生磁場 。上方導線載有電流 ，因為處於這磁場 ，會感受到勞侖茲力 。（沒有展示出的是同步的程序：上方導線產生的磁場，會使得下方導線感受到大小相等、方向相反的磁場力。）

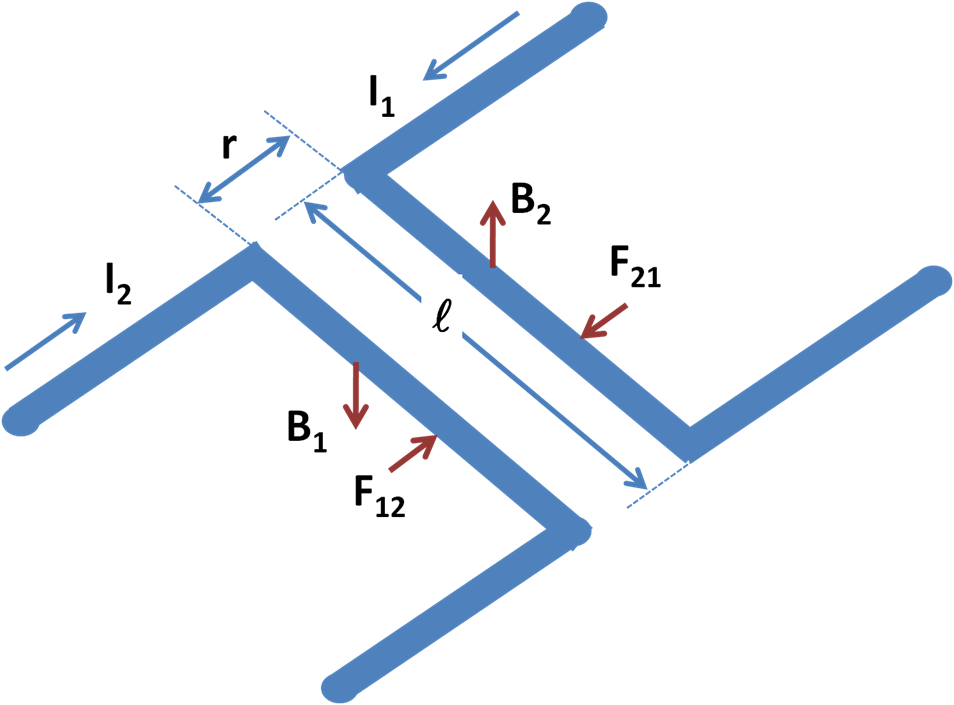
另外一副關於勞侖茲力定律的繪圖，顯示出電路 1 的電流 ，通過磁場 ，施加作用力 於電路 2, 反之亦然。

在靜磁學裏，安培力定律專門描述兩條載流導線相互作用的吸引力或排斥力，又稱為安培力，是由載流導線的電流所產生的磁場（根據必歐-沙伐定律），與對方的移動電荷的速度耦合而形成的勞侖茲力。安培力定律是因安德烈-馬里·安培而命名。

## 公式
設定兩條細直、無限長、固定的、相互平行的載流導線，則在自由空間內，任意一條導線施加於對方的每單位長度作用力 {\displaystyle f_{m}\,\!} 是
{\displaystyle f_{m}={\frac {\mu _{0}I_{1}I_{2}}{2\pi r}}\,\!}；
其中，{\displaystyle \mu _{0}\,\!} 是真空磁導率，{\displaystyle I_{1}\,\!} 、{\displaystyle I_{2}\,\!} 分別是流動於兩條導線的電流，{\displaystyle r\,\!} 是兩條導線之間的垂直距離。
採用國際單位制，{\displaystyle \mu _{0}\,\!} 值定義為
{\displaystyle \mu _{0}\ {\stackrel {\mathrm {def} }{=}}\ 4\pi \times 10^{-7}\ \,\!} 牛頓 / (安培)2。
假設每一條導線都載有 {\displaystyle 1\,\!} 安培，兩條導線相隔 {\displaystyle 1\,\!} 公尺，則作用於每一條導線的每單位長度的磁力為 2 × 10−7 牛頓／公尺。
更一般性的，能夠適用於更多案例的方程式，可以用二重線積分來表達
：
{\displaystyle \mathbf {F} _{12}={\frac {\mu _{0}I_{1}I_{2}}{4\pi }}\int _{{\mathcal {C}}_{1}}\int _{{\mathcal {C}}_{2}}{\frac {d{\boldsymbol {\ell }}_{2}\ \mathbf {\times } \ (d{\boldsymbol {\ell }}_{1}\ \mathbf {\times } \ {\hat {\mathbf {r} }}_{12})}{r_{12}^{2}}}\,\!}；
其中，{\displaystyle \mathbf {F} _{12}\,\!} 是導線 1 施加於導線 2 的作用力，{\displaystyle I_{1}\,\!} 和 {\displaystyle I_{2}\,\!} 分別是流動於導線 1 和導線 2 的電流，{\displaystyle {\mathcal {C}}_{1}\,\!} 和 {\displaystyle {\mathcal {C}}_{2}\,\!} 分別是導線 1 和導線 2 的線積分路徑，{\displaystyle d{\boldsymbol {\ell }}_{1}\,\!} 和 {\displaystyle d{\boldsymbol {\ell }}_{2}\,\!} 分別是 {\displaystyle {\mathcal {C}}_{1}\,\!} 和 {\displaystyle {\mathcal {C}}_{2}\,\!} 的微小線元素，{\displaystyle \mathbf {r} _{12}\,\!} 是從 {\displaystyle {\boldsymbol {\ell }}_{1}\,\!} 指向 {\displaystyle {\boldsymbol {\ell }}_{2}\,\!} 的向量，{\displaystyle r_{12}\,\!} 是其大小，{\displaystyle {\hat {\mathbf {r} }}_{12}\,\!} 是其單位向量。

## 從必歐-沙伐定律和勞侖茲力定律推導出安培力定律
根據必歐-沙伐定律，導線 1 的磁場在微小線元素 {\displaystyle d{\boldsymbol {\ell }}_{2}\,\!} 位置是
{\displaystyle \mathbf {B} _{1}={\frac {\mu _{0}I_{1}}{4\pi }}\int _{{\mathcal {C}}_{1}}\ {\frac {d{\boldsymbol {\ell }}_{1}\ \times {\hat {\mathbf {r} }}_{12}}{r_{12}^{2}}}\,\!} 。
根據勞侖茲力定律，作用於微小線元素位置 {\displaystyle d{\boldsymbol {\ell }}_{2}\,\!} 的勞侖茲力遵守以下方程式
{\displaystyle d\mathbf {F} =dq(\mathbf {E} +\mathbf {v} \times \mathbf {B} )\,\!} ;
其中，{\displaystyle dq\,\!} 是微小電荷，{\displaystyle \mathbf {E} \,\!} 是電場。
在這裡，電場等於零。所以，
{\displaystyle d\mathbf {F} _{12}=I_{2}d{\boldsymbol {\ell }}_{2}\times \mathbf {B} _{1}\,\!} 。
表達為積分形式：
{\displaystyle \mathbf {F} _{12}=I_{2}\int _{{\mathcal {C}}_{2}}\ d{\boldsymbol {\ell }}_{2}\times \mathbf {B} _{1}\,\!} 。
將磁場的公式帶入，可以得到
{\displaystyle \mathbf {F} _{12}={\frac {\mu _{0}I_{1}I_{2}}{4\pi }}\int _{{\mathcal {C}}_{1}}\int _{{\mathcal {C}}_{2}}{\frac {d{\boldsymbol {\ell }}_{2}\ \mathbf {\times } \ (d{\boldsymbol {\ell }}_{1}\ \mathbf {\times } \ {\hat {\mathbf {r} }}_{12})}{r_{12}^{2}}}\,\!} 。

## 外部連結
- 薩里大學電機系網頁：安培力定律 （页面存档备份，存于）。網頁內有展示安培力動畫圖形